# Pheidole capellinii
Pheidole capellinii är en myrart som beskrevs av Carlo Emery 1887. Pheidole capellinii ingår i släktet Pheidole och familjen myror. Inga underarter finns listade i Catalogue of Life.